# Catagramma pacifica
Catagramma pacifica är en fjärilsart som beskrevs av Bates 1866. Catagramma pacifica ingår i släktet Catagramma och familjen praktfjärilar. Inga underarter finns listade i Catalogue of Life.